# Hilitobara
Hilitobara is een bestuurslaag in het regentschap Nias Selatan van de provincie Noord-Sumatra, Indonesië. Hilitobara telt 1617 inwoners (volkstelling 2010).